# Omnivorismo ético
O omnivorismo ético, omnivorismo ou carnivorismo compassivo (em oposição ao carnivorismo obrigatório, a visão de que é obrigatório para as pessoas comerem animais) é uma dieta humana que envolve o consumo de carne, ovos, laticínios e produtos que podem ser rastreados até uma agricultura biológica. O consumo de peixes oceânicos é limitado a peixes criados em cativeiro de forma sustentável e/ou capturados de forma ética e selvagem, sem contribuir para a caça ilegal. O omnivorismo ético pode ser considerado semelhante ao locavorismo.

## Justificação
Esta dieta tenta aumentar o apoio do consumidor a uma produção de carne mais ética, com o objetivo de incentivar mais restaurantes e lojas a usar fontes éticas.
As principais preocupações dos omnívoros éticos estão relacionadas com o impacto ambiental dos alimentos (uso da terras agrícolas, gases de efeito de estufa, uso de água e escoamento de fertilizantes) e ao bem-estar dos animais de criação. 

As atitudes propostas para uma alimentação mais sustentável incluem: comer alimentos biológicos, comer alimentos locais, ter consumo moderado de carne vermelha, comer mais proteínas de origem vegetal e reduzir o desperdício de alimentos. Quanto ao bem-estar animal, existem certificações de produtos em muitos países (como nos EUA, a Animal Humane Certified ou a Certified Humane Raised & Handled) destinadas a consumidores com preocupações éticas sobre as condições de vida dos animais nas quintas.